# 웨블리 리볼버

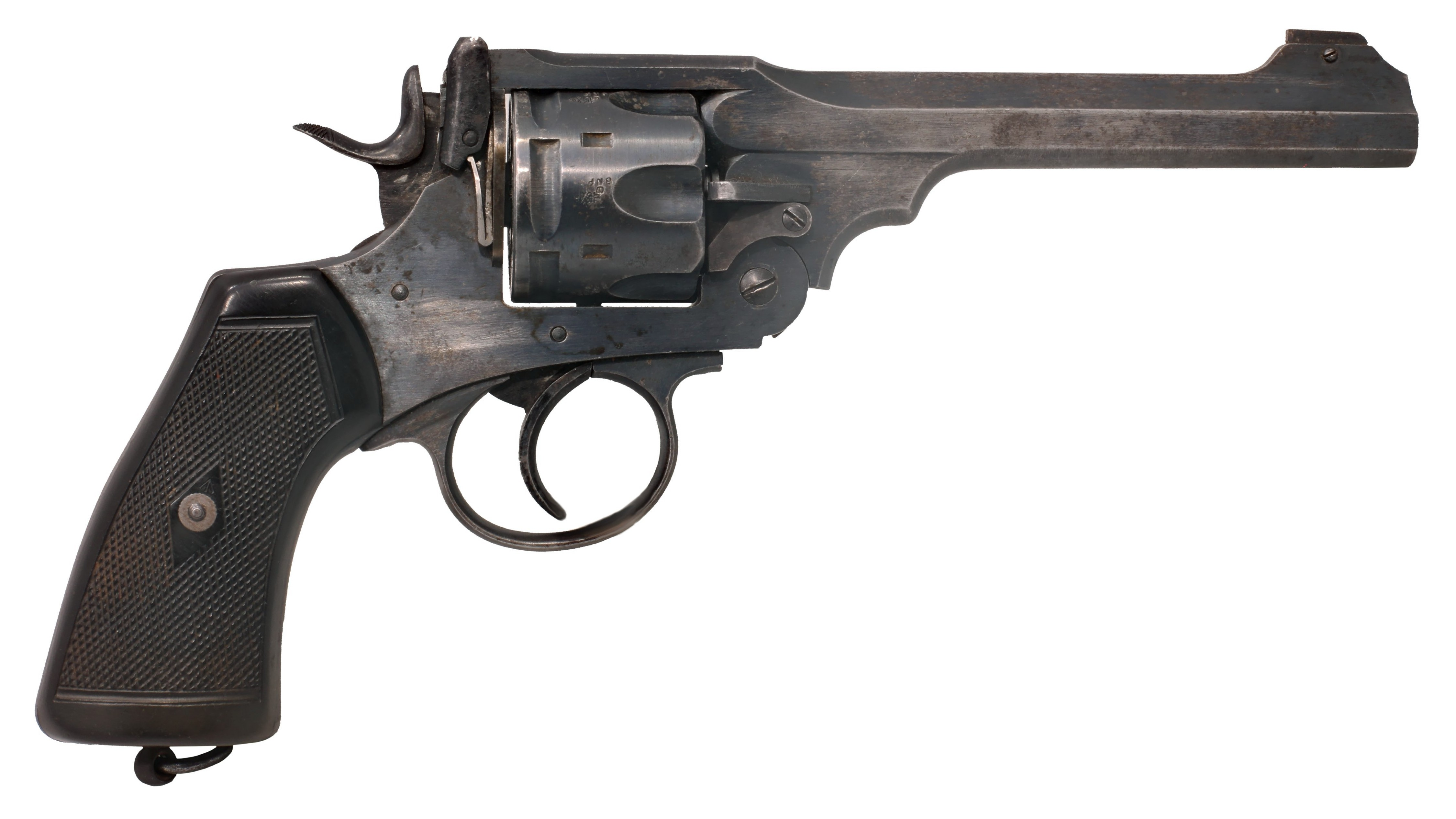

웨블리 리볼버는 영국의 웨블리 사의 리볼버권총 종류이다.

## 권총의 세부사항
더블액션,리볼버식,Webley&Scott이후 455웨블리탄,38/200탄도 사용

## 기종 목록
웨블리 사는 처음엔 다른 회사와 일했으나, 후기엔 스콧사와 일하여 웨블리앤드스콧이라고 불린다.

### 웨블리 프라이스
줄루전쟁에서 영국군 권총으로 사용되었다.

### 웨블리 브리티쉬 불독
영문 위키피디아 참조.

### 웨블리 ric
셜록홈즈 영화에서 등장.

### 웨블리앤드스콧 마크I
새부리형 손잡이가 특징.
웨블리가 스콧사와 만든 권총 1호.

### 마크VI
손잡이가 일반 리볼버형태로 바뀜. 총검장착 가능.

### 38/200용
2차대전때 약한탄을 쓰기위해 바뀐 웨블리&스콧